# Bartholomeus Molenaer

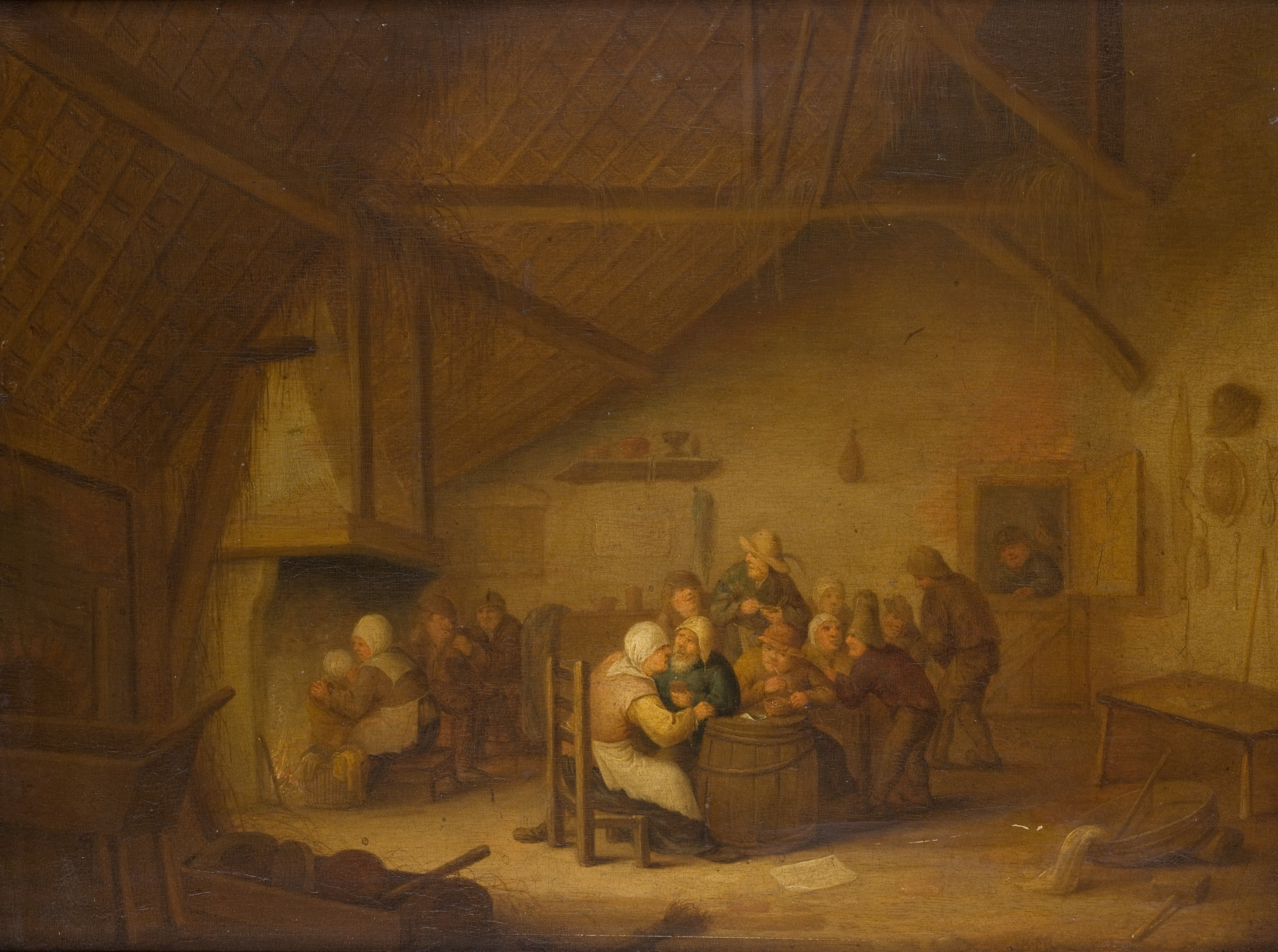
Bartholomeus Molenaer Chłopi w karczmie (lata 40. XVII w.), Muzeum Niepołomickie w Zamku Królewskim

Bartholomeus Molenaer (ur. ok. 1618 w Haarlemie, zm. wrzesień 1650 tamże) – holenderski malarz barokowy.

## Życiorys
Syn krawca Jana Mienssena Molenaera. Jego braćmi byli malarze Jan Miense i Klaes.
Bartholomeus Molenaer całe życie spędził w Haarlemie, poza krótkim pobytem w Amsterdamie w 1646. W 1640 został mistrzem w haarlemskiej gildii św. Łukasza.

## Twórczość
Uprawiał malarstwo rodzajowe w stylu Adriaena van Ostade. Malował najczęściej chłopów w rustykalnych wnętrzach.
Muzeum Narodowe w Krakowie posiada jego obraz Chłopi w karczmie (Zabawa w karczmie), datowany na lata 40. XVII w., eksponowany w Muzeum Niepołomickim w Zamku Królewskim.